# XDNA
xDNA ist eine künstliche DNA, bei der acht verschiedene Nukleinbasen verwendet werden.

## Eigenschaften
Die DNA-Sequenz von xDNA kann zusätzlich zu den vier natürlichen Nukleinbasen Adenin, Thymin, Cytosin und Guanin auch die vier synthetischen Nukleinbasen xA, xT, xC und xG enthalten. Die synthetischen Basen wurden jeweils um einen Benzolring erweitert, wodurch der Durchmesser der Doppelhelix etwas größer (2,4 Nanometer im Vergleich zu 2 nm bei B-DNA), die beiden Furchen erweitert und die Fluoreszenz verstärkt wird. Es wurden auch synthetische Nukleinbasen erzeugt, die um einen Naphthylring erweitert wurden (xxDNA).
| Struktur des dxA | Struktur des dxT | Struktur des dxC | Struktur des dxG |
| Adenin           | Thymin           | Cytosin          | Guanin           |
|                  |                  |                  |                  |
| xA               | xT               | xC               | xG               |

Die Basenpaarung der synthetischen Nukleinbasen in einer Doppelhelix ist analog zu ihren natürlichen Gegenstücken. Bei der bakteriellen Genexpression werden die synthetischen Nukleinbasen als ihre natürlichen Gegenstücke erkannt, wenn auch mit geringerer Effizienz.